# Mahikeng
Pour la municipalité, voir Mahikeng (municipalité).
Mahikeng (anciennement appelée Mafikeng et Mafeking) est une ville d’Afrique du Sud, située dans la province du Nord-Ouest, dont elle est la capitale. Elle est également le siège de la municipalité de Mahikeng. 
Bien que située dans le nord de la colonie du Cap, Mafeking fut la capitale du Protectorat du Bechuanaland de 1894 jusqu'à l’indépendance du territoire sous le nom de Botswana en 1965. Elle fut ensuite brièvement la capitale du bantoustan autonome puis indépendant du Bophuthatswana, prenant en 1980 le nom de Mafikeng, avant de laisser la place à la localité voisine de Mmabatho.
Amalgamée avec Mmabatho en 1994, Mafikeng devint alors le nouveau chef-lieu de la nouvelle province sud-africaine du Nord-Ouest. Elle est rebaptisée Mahikeng en 2010.

## Étymologie
Le nom de Mahikeng signifie « endroit au milieu des rochers » en tswana. 
Mahika est le pluriel de hika qui signifie pierre, et la terminaison -eng signifie « lieu ».

## Population
Selon le recensement de 2001, la population de Mahikeng était de 49 300 résidents. En 2007, la population serait de 250 000 habitants dont 70 000 résidant au centre-ville.

## Géographie
La ville est située à 1 500 m d'altitude, à une vingtaine de kilomètres des rives de la rivière Molopo marquant la frontière avec le Botswana et à 260 km de Johannesburg.

## Histoire

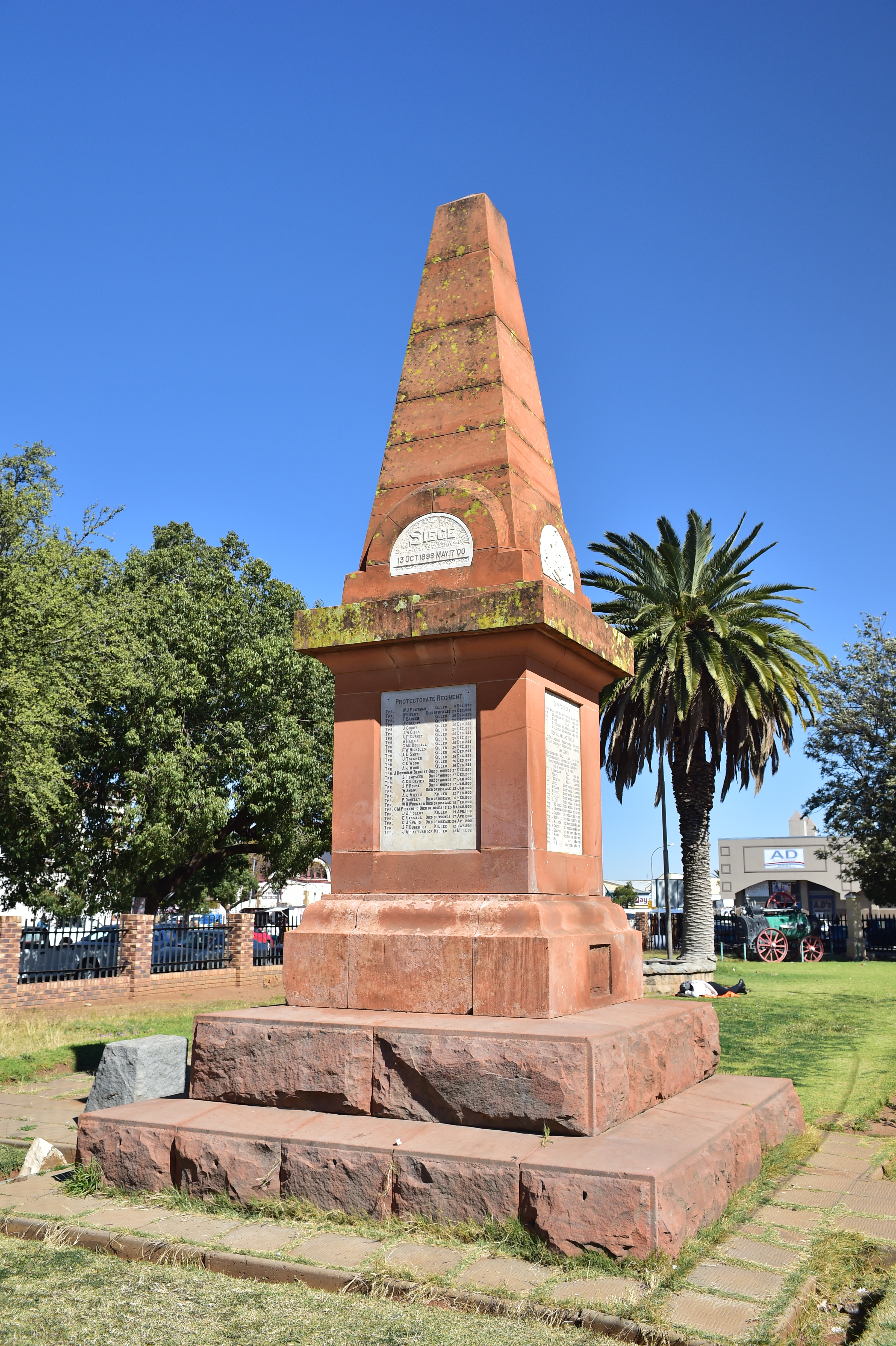
Obélisque érigé en 1904 par Lord Roberts pour rendre hommage aux soldats britanniques tués lors du siège de Mafeking

Mahikeng prend son essor pendant les années 1880 sous l’impulsion de mercenaires britanniques qui s’y voient octroyer des terres par un chef tswana de la tribu des Barolong.
Le lieu, d'abord appelé Molema, est rebaptisé Mahikeng en 1881 par l'autorité tribale des Barolong Boo Ratshidi mais les Britanniques épèlent mal le nom qui devient Mafeking.
Le siège de Mafeking est un épisode célèbre de la deuxième Guerre des Boers. Pendant 217 jours, la petite garnison britannique dirigée par le colonel Robert Baden-Powell, futur fondateur du mouvement scout résista avec succès, au prix de 212 personnes tués et de 600 blessés, à l’encerclement des soldats boers (lesquels perdirent 2000 hommes).
Mafeking fut utilisée comme capitale du protectorat du Bechuanaland de 1894 jusqu'à l’indépendance du territoire sous le nom de Botswana en 1965, et ce bien qu’elle fût située en dehors de ses frontières. Gaborone lui succéda après 1965. Elle fut ensuite désignée comme capitale du bantoustan autonome puis indépendant du Bophuthatswana, un État non reconnu par la communauté internationale. En 1980, alors que Mafeking reprend son nom d'origine de Mafikeng, la commune voisine de Mmabatho, au nord-est de celle-ci, lui succède pour être la capitale du Bophuthatswana.
En 1994, alors que le bantoustan est réintégré dans la république sud-africaine, Mafikeng et Mmabatho sont fusionnées pour former une seule ville et municipalité qui prend rapidement le nom de Mahikeng, reléguant Mmabatho au rang de quartier.
En 2010, Mafikeng reprend son nom de Mahikeng

## Personnalités liées à la ville
- Marius Gabriel